# Siemens & Halske T43
Die Siemens & Halske T43, deutscher Deckname „Sägefisch“, englischer Deckname Thrasher (deutsch wörtlich „Drescherhai“), ist eine Fernschreibmaschine aus dem Zweiten Weltkrieg, die von der Firma Siemens & Halske (heute: Siemens AG) für die deutsche Wehrmacht, speziell für die Kriegsmarine und die Luftwaffe, entwickelt wurde. Die offizielle Bezeichnung lautete „Schlüsselfernschreibmaschine T43“ (SFM T43), wobei die 43 auf die Jahreszahl 1943 der Entwicklung hindeutet.
Die SFM diente, ähnlich wie die ebenfalls von Siemens entwickelte T52 und der hauptsächlich vom Heer verwendete Lorenz-Schlüssel-Zusatz SZ 42 dazu, eine verschlüsselte Funkfernschreibverbindung zu ermöglichen. Oberhalb der für die taktische Kommunikation weiterhin genutzten Enigma-Maschine diente sie zur geheimen Übermittlung des strategischen Nachrichtenverkehrs.

## Funktionsweise
Zur Übermittlung eines Fernschreibens werden die Zeichen des zu übertragenden Texts zuerst in den Baudot-Code gewandelt. Als Ergebnis dieser Wandlung liegen die Daten nun als Folge von 5-Bit-Worten vor. Im T43 wurde nun jedes 5-Bit-Wort des Klartextes vor dem Versenden bitweise mit einem weiteren 5-Bit-Wort über die XOR-Operation mithilfe eines Mischers kombiniert. Der Empfänger führte auf seiner Seite nach dem Empfang eines Zeichens die gleiche XOR-Operation durch und erhielt dadurch wieder das ursprüngliche 5-Bit-Wort.
Das zur Ver- bzw. Entschlüsselung eines jeden Klartextzeichens benötige 5-Bit-Wort wurde dabei auf Sender- und Empfängerseite von einem Lochstreifen gelesen. Um die mehrfache Verwendung des Lochstreifens zu verhindern, wurde jedes im Rahmen der Ver- bzw. Entschlüsselung benutzte Bitmuster durch Ausstanzen aller fünf Bitpositionen automatisch unbrauchbar gemacht. Bei zufälliger Wahl des Lochstreifeninhalts bot der T43 damit die Möglichkeit, das theoretisch unbrechbare One-Time-Pad-Verfahren zu benutzen. Dies unterscheidet den T43 von Maschinen wie T52 und SZ 42, bei denen die mit dem Klartext kombinierten Bitmuster von einem mechanischen Pseudozufallsgenerator erzeugt wurden.

## Geschichte
Es wird davon ausgegangen, dass es sich bei dem in Bletchley Park unter dem Codenamen „Thrasher“ geführten System um den T43 gehandelt hat. Den Alliierten gelang kein Einbruch in Thrasher, obwohl dies zumindest theoretisch möglich gewesen wäre, denn laut Pröse wurden die Lochstreifendaten des T43 nicht zufällig, sondern über die Kombination der Ausgabe zweier T52e-Maschinen erzeugt.
Eine weitere Schwachstelle des T43 lag laut Pröse in der Tatsache, dass sich über einen Oszillographen der Klartext aus dem verschlüsselten Fernschreibersignal rekonstruieren ließ (siehe auch: Tempest). Deswegen empfahlen die Kryptologen des Oberkommandos der Wehrmacht den Einsatz des T43 nur bei gleichzeitiger Verwendung eines „Entzerrers“. Die in den alliierten Archiven zweifellos vorhandenen Informationen über den T43 sind bis heute nicht öffentlich gemacht worden.
Ebenfalls noch während des Zweiten Weltkriegs wurde auf britischer Seite die Schlüsselmaschine 5-UCO eingesetzt, die als ein kryptographisches Pendant zur T43 aufgefasst werden kann.